# Église Saint-Rémi de Remoncourt
L'église Saint-Rémi est une église catholique située à Remoncourt, en France.

## Localisation
L'église est située dans le département français des Vosges, sur la commune de Remoncourt.

## Historique
L'église Saint-Rémi, autrefois église Saint-Hilaire est classée au titre des monuments historiques par arrêté du 11 octobre 1990.
Objets mobiliers :
Autel latéral Nord de Notre-Dame et autel latéral Sud de Saint-Hilaire (sauf statuaire).
Deux statues : Saint Sennen, Saint Abdon.
Statue Vierge à l'Enfant.
Statue : Saint Sébastien.
Statue Christ en croix.
L'orgue d'Henri Didier réalisé en 1891.